# Niclas Karlsson
Niclas Karlsson, är en svensk officer i Flygvapnet. Karlsson var flottiljchef för Blekinge flygflottilj (F 17) 2007–2009.

## Utmärkelser
- För nit och redlighet i rikets tjänst
- Försvarsmaktens värnpliktsmedalj
- Flygvapenfrivilligas förtjänsttecken (FVRFGFt)
- Hemvärnets bronsmedalj (HvBM)